# Phyllodactylus magister
Phyllodactylus magister (листопалий гекон Нобле) — вид геконоподібних ящірок родини Phyllodactylidae. Ендемік Перу.

## Опис
Тіло (не враховуючи хвоста) сягає 69 мм завдовжки.

## Поширення і екологія
Вид поширений в басейні річки Мараньйон на півночі Перу, в департаментах Кахамарка і Амазонас. Вони живуть в сухих тропічних лісах, сухих чагарникових і кактусових заростях, трапляються в людських поселеннях. Зустрічаються на висоті від 419 до 1247 м над рівнем моря. Живляться безхребетними. Відкладають яйця.

## Систематика
Деякі дослідники класифікують Phyllodactylus magister як синонім Phyllodactylus reissii, однак за результатами дослідження 2018 року він був визнаний окремим видом.